# Johann Jakob Hess (egyptoloog)
Johann Jakob Hess, ook wel Jean-Jacques Hess (Fribourg, 11 januari 1866 - Zürich, 29 april 1949), was een Zwitsers egyptoloog, assyrioloog en hoogleraar aan de Universiteit van Fribourg en de Universiteit van Zürich.  

## Biografie
Johann Jakob Hess was een zoon van Casimir Balthasar Jacques Hess, meestertimmerman en handelsreiziger, en van Josephine-Marie Rudolf. Hij was tweemaal gehuwd, eerst met de Amerikaanse Mary-Morris Ellicot en vervolgens met Louise-Sophie-Clémentine von Wyss.
Hess studeerde egyptologie, assyriologie, semiologie en sinologie in Berlijn en Straatsburg. Nadat hij zijn doctoraat had behaald werd hij in 1889 privaatdocent en vervolgens vanaf 1891 hoogleraar egyptologie en assyriologie aan de Universiteit van Fribourg. Hij bleef hoogleraar tot 1908, al onderbrak hij het doceren voor een reis naar Egypte en Nubië en een verblijf van vier jaar in Caïro.
Vanaf 1908 werkte Hess voor de hydrografische dienst van de Britse regering in Egypte. Hij reisde door het Midden-Oosten en werd een specialist in historische geografie en toponymie. In 1918 keerde hij terug naar de Zwitserse academische wereld en werd hij hoogleraar oosterse talen aan de Universiteit van Zürich. Hij bleef doceren tot aan zijn pensionering in 1936. Hij introduceerde de moderne dialectologie in de arabistiek. Zijn werk Von den Beduinen des Innern Arabiens verscheen in 1938.

## Werken
- (de)  Von den Beduinen des innern Arabiens: Erzählungen, Lieder, Sitten und Gebräuche, Niehans, 1938, 177 p.

- Bibliothèque nationale de France: cb104724404 (data)
- Gemeinsame Normdatei: 116769076
- Historisch woordenboek van Zwitserland: 044730
- International Standard Name Identifier: 0000 0001 0925 0928
- Nationale Bibliotheek van Israël: 987007603946605171
- Nederlandse Thesaurus van Auteursnamen: 110334787
- SIKART: 4025370
- SNAC: w6t25fbq
- Système universitaire de documentation: 157660923
- Virtual International Authority File: 92629756
- WorldCat: E39PBJqVTfd4XDk3T7JDYDjXBP